# Lessertia capitata
Lessertia capitata är en ärtväxtart som beskrevs av Ernst Meyer. Lessertia capitata ingår i släktet Lessertia och familjen ärtväxter. Inga underarter finns listade i Catalogue of Life.